# Mark Hoppus
Mark Allan Hoppus, född 15 mars 1972 i Ridgecrest, Kalifornien, är en amerikansk musiker, mest känd för att ha bildat Blink-182 år 1992 tillsammans med Tom DeLonge. I Blink-182 spelar han bas och sjunger. Han var aktiv med gruppen +44 under åren 2005 till 2009, då Blink-182 återförenades efter närmare 5 års uppehåll.
Mark Hoppus föräldrar skilde sig då han var 14 år och han fick bo hos sin pappa. Han fick sin första bas och förstärkare av sin pappa när han hade hjälpt honom att måla huset. Hoppus träffade Tom DeLonge när han var 18 år. De började skriva låtar redan samma kväll som de träffades. Från början ville han bli engelsklärare, men valde musiken med anledning av Blinks framgångar.
Tillsammans med DeLonge skrev han alla Blinks tidiga låtar. De skapade också Atticus år 2001, ett klädmärke, samt varumärket Loserkids. Han är numera delägare i Famous Stars and Straps, ett annat klädmärke startat av bandkollegan Travis Barker. Efter att Blink-182 splittrades 2005, startade Hoppus bandet +44 tillsammans med Barker. I bandet spelade även Craig Fairbaugh som tidigare spelat gitarr i The Transplants, samt gitarristen i The Nevous Return, Shane Gallagh. +44 släppte sitt första och enda album When Your Heart Stops Beating år 2006.

## Gästframträdanden
- "My So Called Life" och "That Special Girl" på albumet Look Forward to Failure av The Ataris (1998)
- "I'd Do Anything" på albumet No Pads, No Helmets...Just Balls av Simple Plan (2002)
- "Elevator" på albumet Box Car Racer av Box Car Racer (2002)
- "The Empire" på samlingen The Passion of the Christ: Songs av MxPx (2004)
- "Hangman" på albumet Commit This to Memory av Motion City Soundtrack (2005)
- "Wrecking Hotel Rooms" på albumet Panic av MxPx (2005)
- "Paper Doll" på albumet White Heat av Renee Renee (2006)
- "Nightmare" på albumet Changes av Vanilla Sky (2007)
- "Bitter Sweet Symphony", en cover på The Verve-låten, av Ace Enders and A Million Different People (2008)
- "Thank You & Goodnight" på albumet What Are You So Scared Of? av Tonight Alive (2011)
- "Dementia" på albumetThe Midsummer Station av Owl City (2012)
- "Hate Your Guts" på albumet McBusted av McBusted (2014)
- "Tidal Waves" på albumet Future Hearts av All Time Low (2015)
- "Ready and Willing II" på albumet Resurrection: Ascension av New Found Glory (2015)
- "Impermanent" på albumet "No Grace" av PAWS (2016)
- "December (Again)" på albumet December EP av Neck Deep (2016)
- "See You Around" på albumet The Knife av Goldfinger (2017)
- "Not Every Dog Goes to Heaven (National Lampoon's Vacation)" på albumet Dog Songs (2017)
- "Time Machine" på albumet Living Proof av State Champs (2018)
- "Psycho" på albumet Love Monster av Amy Shark (2018)
- "The Lighthouse" på albumet Heartwork av The Used (2020)
- "Carhartts & Converse" av Super Whatever (2020)
- "Growing Up" på albumet Young Dumb Thrills av McFly (2020)
- "Find My Own Way" på albumet Nonfiction av Arrested Youth (2021)
- "Parasocial" av Ricky Himself (2021)
- "Re-Entry" av A Day to Remember (2022)
- "Adding Up" på albumet It's Fine av Smrtdeath (2022)
- "All I Wanted" på albumet Love Sux av Avril Lavigne (2022)